# 3e division d'infanterie (Vietnam du Sud)
Pour les articles homonymes, voir 3e division d'infanterie.
La 3e division d'infanterie (en vietnamien: Sư đoàn 3 Bộ Binh - en anglais: 3rd Division (South Vietnam)) de l'Armée de terre de la république du Viêt Nam  - l'armée de terre de l'État-nation du Sud-Viêt Nam qui a existé de 1955 à 1975 - faisait partie du 1er corps d'armée qui supervisait la région la plus septentrionale du Sud-Viêt Nam, le centre du Viêt Nam.
La division a été initialement créée en novembre 1971 à Quảng Trị et composée du 2e régiment d'infanterie (de la 1re division), du 56e régiment d'infanterie et du 57e régiment d'infanterie, le premier commandant était le général de brigade Vũ Văn Giai, l'ancien commandant adjoint de la 1re division.
La division surchargée s'est effondrée en 1972 lors de l'offensive de Pâques, a été reconstituée et finalement détruite à Da Nang en 1975 lors de la campagne Hué-Da Nang.

## Histoire
Fin 1969, le major général (général de division) Melvin Zais, commandant le 24e corps d'armée américain (XXIV corps) au sein du 1er corps d'armée, propose de scinder la 1re division (qui compte quatre régiments et environ dix-neuf bataillons de combat) en deux divisions contrôlées par un quartier général de "corps léger" chargé de la défense de la zone vietnamienne démilitarisée (Demilitarized Zone - DMZ), mais son supérieur immédiat, le lieutenant-général Herman Nickerson Jr. (USMC), commandant la III Marine Amphibious Force (et conseiller principal du 1er corps d'armée) et le général Hoàng Xuân Lãm, commandant du 1er corps d'armée, opposent tous deux leur veto à cette idée, invoquant le manque d'officiers vietnamiens expérimentés pour doter un nouveau commandement:382.
En juillet 1971, au lieu de déplacer vers le nord l'une des divisions de l'Armée de terre de la république du Viêt Nam (Army of the Republic of Vietnam - ARVN) basées dans le delta du Mékong, comme le recommandait le général Robert E. Cushman Jr., conseiller principal du 4e corps d'armée, le général Creighton Abrams, COMUSMACV, se rangea à la décision du chef de l'état-major interarmées, le général Cao Văn Viên, de créer la nouvelle 3e division d'infanterie à partir des éléments réguliers et territoriaux existants du 1er corps d'armée:476. 
Le général Ngô Quang Trưởng de l'ARVN a affirmé que bien que la division n'ait jamais mené de bataille coordonnée en tant que division, ses bataillons étaient des équipes de combat aguerries ayant une longue expérience de la lutte dans le nord de la province de Quảng Trị. La plupart des soldats de la division étaient originaires de la région et connaissaient bien le terrain et le climat. Les bataillons des 56e et 57e régiment sont des vétérans de la DMZ. Ils occupent des camps de base et des points d'appui qu'ils occupent depuis des années et leurs dépendants vivent dans les hameaux avoisinants:18. Cinq de ses neuf bataillons d'infanterie et son escadron de cavalerie blindée sont des unités qui ont une longue expérience du combat, ayant combattu les forces de l'Armée populaire du Viêt Nam (People's Army of Vietnam - PAVN) dans la zone de la DMZ pendant plusieurs années. Ses quatre autres bataillons d'infanterie ont été transférés en tant qu'unités complètes, et non au coup par coup, de l'ARVN et des forces territoriales du 1er corps d'armée:165. Contrairement à cette évaluation, d'autres auteurs affirment que les 56e et 57e régiment étaient composés de déserteurs repris, de criminels libérés, de transférés mal entraînés des forces régionales et populaires et de recrues fraîches, dirigés par des officiers et des sous-officiers rejetés par d'autres unités:128 
La division était généralement responsable de la province de Quảng Trị, malgré sa proximité avec la DMZ, on pensait que les PAVN ne lanceraient pas d'attaque directe à travers la DMZ et elle était donc considérée comme une zone sûre pour la formation et l'entraînement de la division. Son quartier général, sous le commandement du général de brigade Vũ Văn Giai, ancien commandant adjoint de la 1re division, était situé à la base de combat d'Ái Tử (Ái Tử Combat Base). Les 56e et 57e régiment, nouvellement activés, sont déployés sur une série de points d'appui et de bases d'appui-feu qui parsèment la zone située immédiatement au sud de la DMZ et s'étendent de la côte aux montagnes de l'ouest. Le 56e régiment a son quartier général à Camp Carroll tandis que le 57e régiment est situé à la base d'appui-feu C1 (Firebase C1). Le 2e régiment occupe le camp Carroll et deux de ses bataillons la base d'appui-feu C2 (Firebase C2). Camp Carroll est le pivot de la ligne de défense nord et ouest de l'ARVN située sur la route 9, la route principale à l'ouest de la frontière du Laos. Le 11e escadron de cavalerie blindée de la division se trouve dans la zone d'atterrissage Sharon, au sud de Quảng Trị:18–9. 
En plus de ses unités organiques, la division avait le contrôle opérationnel de deux brigades de Marines de la réserve générale. La 147e brigade de Marines était basée au camp de Mai Loc (Mai Loc Camp), à 2 km à l'est de Camp Carroll, et la 258e brigade à la base d'appui-feu Nancy (Firebase Nancy). Les Marines et le 56e régiment présentent une forte défense orientée vers l'ouest, car on suppose que c'est la direction la plus probable de l'attaque:19. 
Le 30 mars, la division est en train de faire tourner ses unités entre les différentes positions défensives. Le 56e régiment reprend le camp Carroll, la base d'appui-feu Khe Gio (Firebase Khe Gio) et la base d'appui-feu Fuller (Firebase Fuller) du 2e régiment. Le 57e régiment prend en charge la zone allant de la base de combat de Đông Hà (Đông Hà Combat Base) au nord de la DMZ et à l'est de la côte. Le 2e régiment prend en charge les bases de combat au nord de la base de combat de Cam Lộ (Cam Lộ Combat Base):23–4. Les deux régiments sont mélangés sur la route 9 et ne sont plus en contact radio avec le quartier général de la division lorsque les PAVN commencent leur offensive:130. 

### Offensive de Pâques

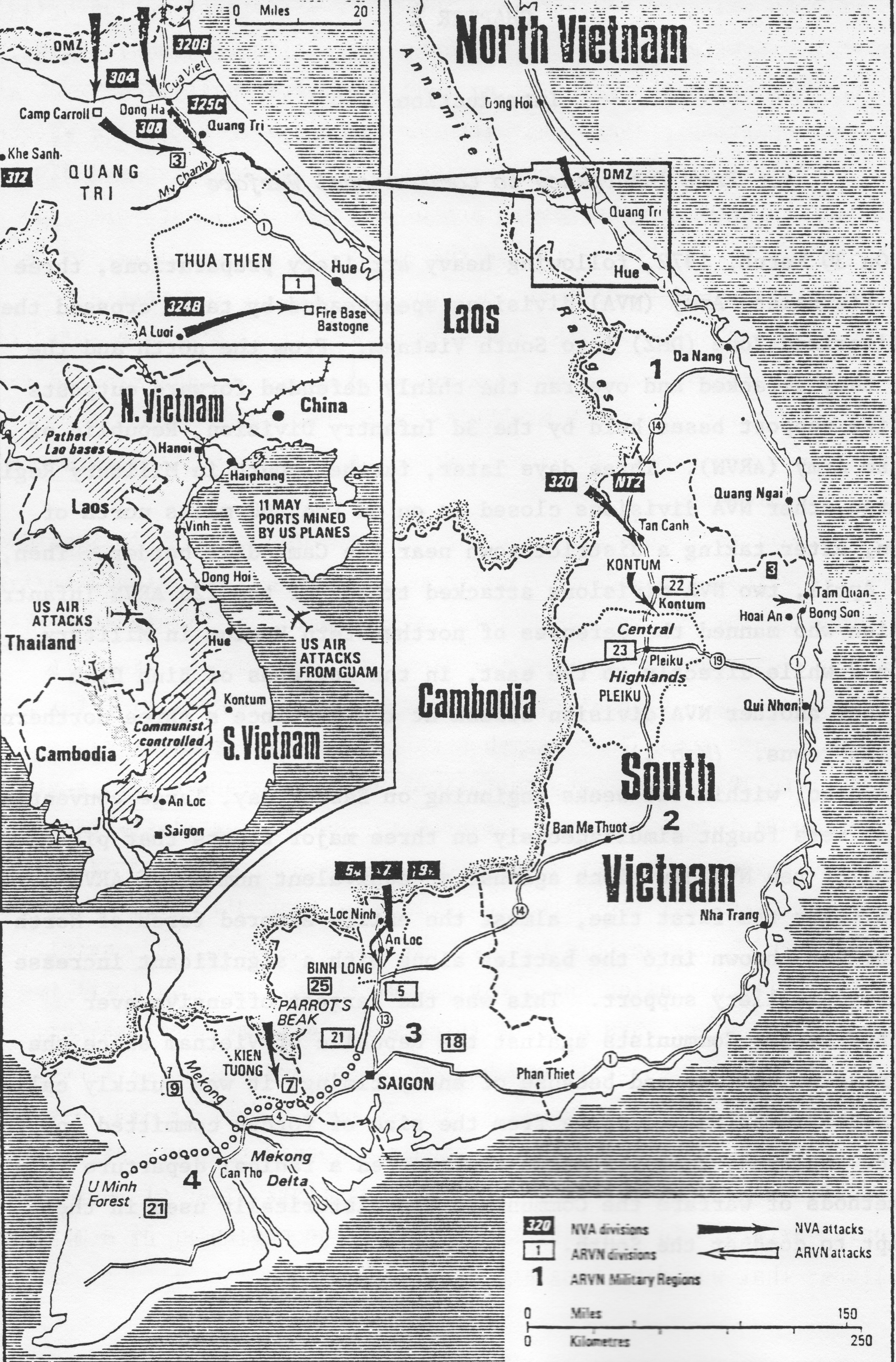
Carte de l'offensive de Pâques

L'offensive débute le 30 mars 1972 à midi, lorsqu'un intense barrage d'artillerie s'abat sur les avant-postes les plus au nord de l'ARVN, alors que les 56e et 57e régiment sont encore en train d'occuper le camp Carroll et le point d'appui C1. Deux divisions PAVN (la 304e et la 308e - environ 30 000 hommes) soutenues par plus de 100 chars (dans 2 régiments) franchissent alors la DMZ pour attaquer le 1er corps d'armée. La 308e division et deux régiments indépendants attaquent le "cercle d'acier", l'arc des bases d'appui-feu de l'ARVN juste au sud de la DMZ. À l'ouest, la 312e division, y compris un régiment blindé, quitta le Laos par la route 9, dépassa Khe Sanh et pénétra dans la vallée de la rivière Quảng Trị en direction de Camp Carroll.
Le 30 mars 1972, la 258e brigade de Marines est déployée à Đông Hà:43. Tôt dans la matinée du 1er avril, sous la pression des PAVN, le 4e bataillon du corps des Marines vietnamiens abandonne la base d'appui-feu Sarge (Firebase Sarge) et se replie sur le camp de Mai Loc (Mai Loc Camp):44–5. Le 56e régiment se retire au camp Carroll, le 57e régiment au nord de Dong Ha et le 2e régiment se retire à Cam Lộ:27. Le 1er avril, la PAVN a percé les positions défensives de l'ARVN le long de la DMZ et au nord de la rivière Cam Lộ et les unités fragmentées de l'ARVN et les civils terrifiés commencent à se retirer à Đông Hà:45. Le général Giai ordonne le retrait de la division au sud de la rivière Cửa Việt afin de permettre à ses troupes de réorganiser une nouvelle ligne défensive. Les forces régionales (Regional forces - RF) et populaires (Popular Forces - PF) sécuriseraient la zone allant de la côte à 5 km à l'intérieur des terres; le 57e régiment tiendrait la zone allant de là à Đông Hà; la 1re brigade blindée comprenant le 20e bataillon de chars tiendrait Đông Hà; le 2e régiment renforcé par un escadron de cavalerie blindée tiendrait Cam Lộ, tandis que le 56e régiment appuyé par le 11e escadron de cavalerie blindée tiendrait Camp Carroll. En prolongeant la ligne vers le sud, la 147e brigade de Marines tiendrait Mai Loc et sécuriserait les hauteurs le long de la route 9 entre Cam Lộ et Mai Loc:27. 
À 11 heures le 2 avril, le 20e bataillon de chars de l'ARVN avance vers Đông Hà pour soutenir la 258e brigade de Marines dans et autour de la ville et défendre les ponts routiers et ferroviaires cruciaux qui traversent la rivière Cua Viet:50–2 . Les unités de Marines ANGLICO (Air Naval Gunfire Liaison Company - Compagnie d'appui feu aérien) ont fait appel au tir naval pour frapper les forces PAVN près des ponts sur la rive nord de la rivière et ont détruit 4 chars amphibies PT-76 à l'est de Đông Hà. D'autres chars sont touchés par un A-1 Skyraider de l'armée de l'air de la République du Viêt Nam (RVNAF) avant d'être abattu:53. À midi, les chars PAVN tentent de forcer le pont routier, mais six d'entre eux sont détruits par les tirs des M48 Patton du 20e bataillon de char de l'ARVN:55. Vers 13 heures, le capitaine John Ripley, conseiller des Marines vietnamiens, passe sous le pont routier et passe trois heures à installer des charges de démolition pour détruire le pont. Le pont a sauté à 16h30 et le pont ferroviaire endommagé a été détruit à peu près au même moment, stoppant temporairement l'avancée des PAVN. Des tirs navals et une attaque de B-52 Stratofortress furent bientôt dirigés contre les forces de la PAVN rassemblées sur la rive nord:56–60. 
Le 2 avril, après plusieurs jours de bombardements et encerclé par un régiment PAVN, le colonel Pham Van Dinh, commandant du 56e régiment, se rend à Camp Caroll et à ses 1 500 soldats sans qu'aucun coup de feu n'ait été tiré:29–30. Avec la perte du camp Carroll, la 147e brigade de Marines abandonne Mai Loc, la dernière base occidentale, et se replie sur Quang Tri, puis sur Huế. La brigade est remplacée par la 369e brigade de Marines qui établit une nouvelle ligne de défense à la base d'appui-feu Nancy:30. La prise de Camp Carroll et de Mai Loc permet aux forces de la PAVN de franchir le pont de Cam Lộ, à 11 km à l'ouest de Đông Hà. La PAVN disposait alors d'un accès presque illimité à l'ouest de la province de Quảng Trị, au nord de la rivière Thạch Hãn.
Au cours des deux semaines suivantes, les forces de l'APVN ont maintenu un barrage de tirs d'artillerie, de mortiers et d'armes légères sur les positions de l'ARVN et ont infiltré de petites unités à travers la rivière dans des bateauxref name=Melson/>:65. Le 7 avril, les Marines se sont retirés de Đông Hà, laissant la défense au 57e régiment, à la 1re brigade blindée de l'ARVN, au 20e bataillon de chars et aux 4e et 5e groupe de Rangers:68. 
À l'aube du 9 avril, les PAVN lancent une attaque, menée par des chars, contre la base d'appui-feu Pedro (Firebase Pedro) au sud-ouest de Quảng Trị. Les chars PAVN avaient dépassé leur soutien d'infanterie et 9 chars furent perdus dans un champ de mines autour de Pedro. Une force opérationnelle blindée composée de 8 M48 et de 12 M113 du 20e bataillon de chars de l'ARVN fut envoyée d'Ái Tử pour soutenir les Marines à Pedro. Au même moment, un vol de A-1 Skyraiders de la RVNAF arriva au-dessus de la ville et détruisit 5 chars:68–9. Lorsque les blindés de l'ARVN arrivèrent, ils détruisirent 5 T-54 sans pertes et ramenèrent un T-54 capturé à Ái Tử. Les 10 et 11 avril, d'autres attaques de la PAVN sur Pedro furent repoussées au prix de plus de 200 PAVN tués, selon les estimations:70. 
Le 18 avril, la 308e division PAVN attaquant depuis le sud-ouest tente de déborder Đông Hà mais est repoussée par une défense tenace et d'intenses frappes aériennes américaines:74–5:38–9. Le 23 avril, la 147e brigade de Marines retourne à Ái Tử et la 258e brigade de Marines se redéploie à Huế, laissant son 1er bataillon à la base d'appui-feu Pedro sous le contrôle de la 147e brigade:40.
Le 28 avril, le commandant du 20e bataillon de chars se retire de Đông Hà pour faire face à une force PAVN menaçant Ái Tử, voyant les chars partir, les soldats du 57e régiment paniquent et abandonnent leurs positions, ce qui entraîne l'effondrement de la ligne de défense de l'ARVN:78. Le 7e bataillon de Marines est envoyé à Ái Tử pour aider à la défense de la base:78. À 2h00 le 29 avril, les PAVN attaquent les positions de l'ARVN au nord et au sud de la base et les défenses de l'ARVN commencent à s'effondrer. À midi le 30 avril, le général Giai ordonne un retrait d'Ái Tử vers une ligne défensive le long du sud de la rivière Thạch Hãn et le retrait s'achève à la fin de la journée:79–80. Le 1er mai, ses forces se désintégrant, le général Giai décide que toute défense supplémentaire de la ville de Quảng Trị est inutile et que l'ARVN doit se retirer sur une ligne défensive le long de la rivière Mỹ Chánh à 13 km au sud, il prend cette décision avec l'approbation tacite du commandant du 1er corps d'armée, le général Hoàng Xuân Lãm:82–3:44. La 147e brigade de Marines, seule unité à conserver une certaine cohésion, quitte la ville en convoi blindé, tandis que le groupe de commandement de la 3e division est évacué par des hélicoptères américains après avoir tenté de quitter la ville par la route:45. Le 2 mai, toute la province de Quảng Trị était tombée aux mains des PAVN, qui menaçaient Huế:90. Le 2 mai en fin de soirée, le général Giai tentait de réorganiser les restes de la 3e division au Camp Evans:46–7.
Le 2 mai, le commandant du 1er corps d'armée, le général Lãm, est convoqué à Saigon pour une réunion avec le président Nguyễn Văn Thiệu. Il est relevé du commandement du 1er corps d'armée et remplacé par le lieutenant général Trưởng, commandant du 4e corps d'armée et ancien commandant de la 1re division:171. Trưởng a pour mission de défendre Huế, de minimiser les pertes supplémentaires et de reprendre les territoires capturés. Giai, qui devait servir de bouc émissaire pour l'effondrement, fut arrêté le 5 mai et jugé pour "désertion face à l'ennemi", et condamné à cinq ans de prison:150. 
La 3e division ne comprend plus que son quartier général et les restes des 2e et 57e régiment:61. Les brigades de Marines sont repassées sous le contrôle opérationnel de la division de Marines qui est maintenant entièrement déployée dans la défense de Huế:54. Le général Trưởng résiste aux appels à la reconstitution de la division en tant que 27e division, la 3e division étant perçue comme une malchance, et la division désormais commandée par le général de brigade Nguyen Duy Hinh est reconstituée à la base de combat de Phu Bai (Phu Bai Combat Base) et le 56e régiment reformé, puis le 16 juin, la division est envoyée au sud au centre d'entraînement de Hoa Cam (Hoa Cam Training Center) à Da Nang pour un nouveau recyclage:62. 
En septembre, la division se voit confier la mission d'engager la 711e division PAVN dans la vallée de Quế Sơn et de reprendre Tiên Phước dans la province de Quảng Tín, ce qu'elle réussit à faire:74. 
En 1980, le général Trưởng rejette la plupart des critiques formulées à l'encontre des performances de la division pendant l'offensive de Pâques, et notamment le fait qu'elle était principalement composée de déserteurs, de criminels militaires graciés et d'autres éléments indésirables rejetés par d'autres unités. Trưởng affirme que la division était surchargée, car on lui demandait de défendre une vaste zone contre un assaut massif des PAVN, et qu'aucune autre division de l'ARVN n'aurait pu faire mieux. Trưởng reconnaît à la division le mérite d'avoir tenu la ligne à Đông Hà pendant près d'un mois face à des forces PAVN écrasantes, gagnant ainsi suffisamment de temps pour permettre le déploiement de forces de réserve générale dans des zones de combat décisives. Trưởng a largement blâmé le commandant du corps d'armée, le général Lãm, et son état-major pour n'avoir pas su fournir à la division les conseils et le soutien adéquats:165–9.

### 1973-1974
Pendant la guerre des drapeaux qui a précédé la signature des accords de paix de Paris le 27 décembre 1972, la division a lancé une attaque contre la base de la 711e division PAVN dans le district de Hiệp Đức. De profondes pénétrations sont réalisées au cours des premiers jours et le commandant du 1er corps d'armée, le lieutenant-général Trưởng, cherche à exploiter les premiers succès en détachant le 51e régiment d'infanterie de la 1re division et en l'envoyant renforcer cette dernière le 3 janvier. Le 16 janvier, le commandant de la division, le général de division Hinh, engagea le 51e régiment à poursuivre l'attaque pour s'emparer de l'ancienne base d'appui-feu West (Firebase West) sur la colline 1460 (15° 35′ 06″ N, 108° 11′ 35″ E) qui gardait l'approche orientale du district de Hiệp Đức:548. Le 51e n'a pu avancer que sur une partie de la colline 1460 et n'a pas pu déloger l'infanterie de la PAVN qui tenait la crête. Pendant ce temps, des éléments du 2e régiment traversaient la vallée de Quế Sơn et s'étaient emparés de la colline au-dessus de Chau Son, contrôlant ainsi la route 534 vers Hiệp Đức. Le 24 janvier, l'attaque de la division se poursuit, l'objectif étant l'ancienne base d'appui-feu O'Connor (Firebase O'Connor - 15° 34′ 41″ N, 108° 08′ 28″ E) sur un terrain élevé juste à l'est de Hiệp Đức:374. Le 26 janvier, alors que le cessez-le-feu est imminent et que les forces Viet Cong (VC) pénètrent dans les basses terres peuplées de Quảng Nam, la division doit mettre fin à son attaque. Une forte contre-attaque des forces de la 711e division qui se trouvaient encore sur la base d'appui-feu  West empêcha l'infanterie de la division de gagner la base d'appui-feu O'Connor, mais les lourdes pertes subies par la 711e division la démoralisèrent et l'affaiblirent gravement. À la fin du mois de janvier, les troupes de la 3e division étaient occupées à chasser les forces VC des hameaux situés à l'ouest et au sud-ouest de Da Nang, et à la fin du mois, il ne restait plus qu'un seul hameau sous influence PAVN/VC dans le district de Đại Lộc:23. 
Du 2 au 15 juillet 1974, le général Trưởng lance l'opération Quang Trung 3/74, envoyant le 2e régiment, une troupe de la 11e cavalerie blindée, un bataillon d'obusiers de 105 mm et une batterie d'obusiers de 155 mm et de canons de 175 mm dans le district de Tiên Phước afin d'éliminer les éléments de la 2e division PAVN et les unités locales de la force principale VC qui menaçaient encore le district. Les PAVN sont contraints de se retirer de Tiên Phước avec des pertes de 315 tués et 150 armes capturées. Sa mission achevée, le 2e régiment commence à retourner à Quang Nam le 16 juillet, mais laisse son 3e bataillon pour aider le RF/PF de la province de Quang Tin à assurer la sécurité locale:114. 
Du 29 juillet au 7 août 1974, les 2e et 57e régiment livrent la bataille de Thượng Đức avec le 11e escadron de cavalerie blindée, jusqu'à ce qu'ils soient relevés par les 1re et 3e brigade aéroportées de la division aéroportée:96:118.
Du 18 juillet au 4 octobre 1974, la division, avec les unités de Rangers qui lui sont rattachées, participe à la bataille de Duc Duc. Plus de 4 700 hommes ont été tués, blessés ou portés disparus lors des actions menées à l'intérieur et autour de Duc Duc au cours de cette offensive de trois mois. Un nombre disproportionné d'entre eux étaient des officiers et des sous-officiers pour lesquels aucun remplaçant expérimenté n'était disponible:113–21. 
La campagne de raids stratégiques de la PAVN dans la vaste région au sud du col de Hải Vân avait accompli trois choses qui plaçaient les forces de la PAVN dans une excellente position pour commencer une offensive majeure. Tout d'abord, bien que les pertes de la PAVN aient été très élevées, la campagne avait considérablement réduit le nombre de chefs et de soldats expérimentés de l'ARVN. Les remplaçants n'étaient pas bien entraînés ou en nombre suffisant pour remettre sur pied des bataillons meurtris. En revanche, les remplaçants de la PAVN étaient nombreux et ne subissaient pas d'interférences. Deuxièmement, le commandement, l'état-major, la logistique et les communications de la PAVN ont été considérablement développés et éprouvés au cours de cette campagne; le nouveau 3e corps d'armée bénéficie de l'expérience précieuse d'une offensive majeure. Troisièmement, la PAVN avait poussé ses positions jusqu'à la limite de l'étroite plaine côtière et se trouvait à portée d'artillerie de presque toutes les grandes installations et centres de population sud-vietnamiens. Pendant ce temps, des progrès similaires étaient réalisés au nord du col de Hải Vân:124.

### 1975

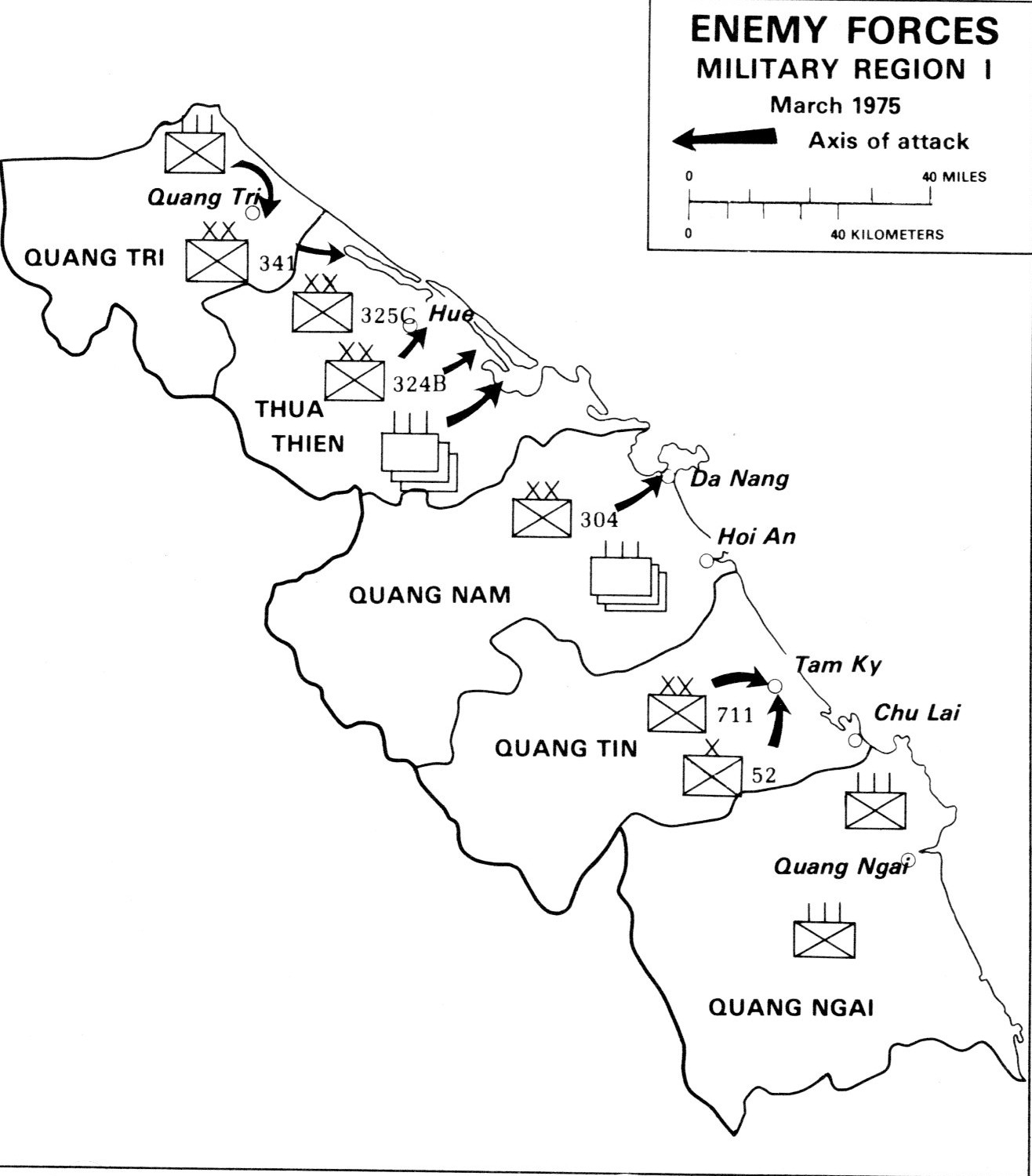
Mouvement des unités nord-vietnamiennes du premier corps d'armée en mars 1975

Fin janvier, la division a mené avec succès une incursion de six jours sur un terrain contesté dans les districts de Duy Xuyen et de Quế Sơn à Quang Nam, causant à nouveau de lourdes pertes. Au cours de la semaine qui suivit le Têt, les attaques du PAVN augmentèrent sensiblement dans les districts de Duc Duc et de Dai Lac à Quang Nam, et l'ARVN répondit par de fortes concentrations d'artillerie et des frappes aériennes. Tous les indicateurs dans les zones avancées indiquaient une offensive majeure alors que les 304e et 2e division PAVN, s'opposant à la division et à la 3e brigade aéroportée, effectuaient des reconnaissances et déplaçaient des munitions et de l'artillerie vers l'avant:139.
À partir du 8 mars, des assauts d'infanterie soutenus par l'artillerie sont lancés contre les positions de la division, de la 3e brigade aéroportée et des forces régionales et populaires, de Đại Lộc à Quế Sơn. Presque tous les assauts de la PAVN sont repoussés au prix de lourdes pertes, mais les sapeurs parviennent à passer et à faire sauter le pont principal sur la route 540 au nord de Đại Lộc:156. 
Le 14 mars, le général Trưởng rencontre le général Thi, commandant les troupes du 1er corps d'armée dans les provinces de Quảng Trị et Thua Thien, et le général Lan, commandant de la division de Marines, pour leur expliquer son concept de défense finale de Da Nang. Il va retirer toutes les forces de combat dans Quang Nam et défendre Da Nang avec les 1re, 3e division et la division de Marines en ligne et la 2e division en réserve, mais ce déploiement se fera progressivement au fur et à mesure de la relève des divisions dans les provinces de Quang Tri et de Thua Thien et de l'abandon du terrain dans la partie sud de la région:157.
Le 16 mars, les PAVN pilonnent la ville du district de Thăng Bình avec de l'artillerie et envahissent les avant-postes au sud-ouest du village, mais le 20 mars, deux bataillons de la division, envoyés de la province de Quang Nam, se joignent à deux bataillons des RF dans une contre-attaque causant de lourdes pertes aux PAVN dans des combats acharnés à l'est de Thăng Bình:159.
À la tombée de la nuit du 23 mars, le nombre officiel de réfugiés à Da Nang, basé sur les enregistrements de la police, était de 121 000, mais l'estimation officieuse du consul général des États-Unis était de 400 000. Toutes les nécessités de la vie manquaient ou disparaissaient rapidement: la nourriture, l'hygiène, le logement et les soins médicaux. Le 24 mars, le gouvernement a commencé à déplacer les réfugiés vers le sud à bord de tous les bateaux et navires disponibles. Des milliers d'entre eux y sont parvenus, mais beaucoup d'autres n'y sont pas parvenus. Les attaques du PAVN dans la province de Quang Nam sont largement neutralisées par la division et les forces régionales et populaires; la sécurité, bien que relative, est meilleure à Da Nang que partout ailleurs dans le 1er corps d'armée:159
Le 26 mars, la situation à Da Nang est proche du chaos, mais la division tient toujours dans les districts de Đại Lộc et de Duc Duc face à une pression croissante. Tôt ce matin-là, 14 roquettes lourdes du PAVN frappent un camp de réfugiés en bordure de la base aérienne de Da Nang (Da Nang Air Base), tuant et blessant de nombreux civils, principalement des femmes et des enfants. Le moral de la division est en chute libre et les soldats désemparés désertent pour sauver leur famille à Da Nang. Le contrôle de la population est presque totalement absent de la ville; plus de 2 000 000 de personnes sont dans les rues et tentent de rassembler leurs familles et de s'enfuir:161. 
Dans l'après-midi du 27 mars, les pilotes de l'Armée de l'air  de la République du Viêt Nam (Republic of Vietnam Air Force - RVNAF) détruisent quatre chars PAVN qui attaquent près de la base d'appui-feu Baldy (Firebase Baldy). Bien que les PAVN aient mis fin à l'attaque et que les bataillons de la division aient maintenu leurs positions, il était évident que la division ne serait pas en mesure de contenir les attaques des PAVN dans les districts périphériques de Quang Nam. Le général Trưởng ordonna donc un repli sur une ligne plus courte à portée d'artillerie du centre de Da Nang. Les tentatives de maintien de cette ligne échouèrent car un grand nombre de soldats de la 3e division désertèrent pour sauver leurs familles. Devant l'imminence de la défaite, le général Trưởng expédia toutes les forces organisées, principalement des Marines, hors de Da Nang en direction de Saigon. Puis il partit avec la plupart de son personnel; certains d'entre eux, dont le général Trưởng, durent nager dans les vagues jusqu'à la flotte de bateaux qui les secourait. Da Nang était tombée aux mains de la PAVN à la tombée de la nuit du 30 mars:161.
Les restes de la division évacués par mer de Da Nang sont finalement regroupés à Bà Rịa. Des unités représentant les 2e et 56e régiment sont impliquées dans les combats à Ba Ria, qui tombe le 27 avril. Ce qui reste de la division est déployé sur des positions défensives à l'approche de Vũng Tàu.

## Organisation
Unités constitutives :
- 2e régiment d'infanterie
- 56e régiment d'infanterie
- 57e régiment d'infanterie
- 30e, 31e, 32e et 33e bataillon d'artillerie
- 20e escadron de cavalerie blindée
- 155e équipe consultative américaine

## Commandants
| N° | Nom complet     | Grade                                           | Durée du mandat | Commentaires |
| -- | --------------- | ----------------------------------------------- | --------------- | --- |
| 1  | Vũ Văn Giai     | Général de brigade                              | 11/1971-5/1972  | Premier commandant. En 1972, il a été accusé d'’avoir perdu Quang Tri, traduit devant un tribunal militaire et condamné à 5 ans de prison |
| 2  | Ngô Văn Chung   | Colonel                                         | 5/1972-6/1972   | Ancien commandant de division adjoint, responsable du commandement de la division en attendant la nomination du commandant officiel       |
| 3  | Nguyễn Duy Hinh | Général de brigade Général de division (7/1973) | 6/1972-3/1975   | Dernier commandant |

## Source
- (en) Cet article est partiellement ou en totalité issu de l’article de Wikipédia en anglais intitulé « 3rd Division (South Vietnam) » (voir la liste des auteurs).